# Будешть (Бістріца-Несеуд)
Будешть, Будешті (рум. Budești) — село у повіті Бистриця-Несеуд в Румунії. Адміністративний центр комуни Будешть.
Село розташоване на відстані 307 км на північний захід від Бухареста, 34 км на південний захід від Бистриці, 50 км на схід від Клуж-Напоки.

## Населення
За даними перепису населення 2002 року у селі проживали 678 осіб. Рідною мовою 674 особи (99,4%) назвали румунську.
Національний склад населення села:
| Національність | Кількість осіб | Відсоток |
| -------------- | -------------- | -------- |
| румуни         | 612            | 90,3%    |
| цигани         | 55             | 8,1%     |
| угорці         | 9              | 1,3%     |